# Nicole Svetlana Reina
Nicole Svetlana Reina (Merefa, 25 settembre 1997) è un'atleta italiana, siepista e mezzofondista del Cus Pro Patria Milano e della Nazionale italiana di atletica leggera.
Talento precoce, ha vinto il titolo italiano assoluto dei 3000 metri siepi nel 2013 da allieva (la prima di sempre a riuscirci a soli 15 anni) e dal 2011 ad oggi ha vinto 32 titoli italiani. Detiene 7 record italiani della categoria allieve.

## Biografia
Nata in Ucraina nel 1997, fu adottata a cinque anni da una famiglia lombarda composta da Angelo e Nuccia Reina di Novate Milanese. Iniziò a praticare l'atletica leggera all'età di 10 anni guidata dal tecnico Alberto Meroni; già nei primi anni di attività, gareggiando nelle categorie ragazze e cadette, mostrò grandi capacità atletiche stabilendo migliori prestazioni italiane di categoria.
Nel biennio da cadetta (2011-2012) ha realizzato due doppiette su corsa campestre e 2000 m su pista.
Nel 2013, al suo primo anno da allieva quando ha iniziato ad essere allenata da Giorgio Rondelli, ha vinto 5 titoli italiani di cui uno assoluto: corsa campestre allieve, 3000 m siepi su pista agli assoluti di Milano, 3000 m e 2000 m siepi su pista allieve e nazionali allieve su strada.
È stata la prima atleta appartenente alla categoria allieve a diventare campionessa italiana assoluta nei 3000 metri siepi nel 2013, grazie al tempo di 10'13"89 (miglior prestazione italiana allieve). È dunque la più giovane campionessa italiana assoluta di sempre (15 anni).

Nello stesso anno ha partecipato ai Mondiali allievi svoltisi a Donec'k nella sua nazione di nascita, l'Ucraina; nella finale dei 3000 m non è partita, mentre in quella dei 2000 m siepi è giunta al quinto posto.
Nel 2014 agli assoluti indoor di Ancona è giunta quinta sui 3000 m, mentre è stata vicecampionessa italiana agli assoluti di Rovereto finendo alle spalle di Valeria Roffino, migliorando però la miglior prestazione italiana, che già le apparteneva, della categoria allieve nei 3000 m siepi con 10'12"91.

A livello giovanile, al secondo anno da allieva, ha vinto altri 5 titoli italiani: corsa campestre (individuale di categoria e staffetta assoluta), 3000 m e 2000 m siepi su pista, nazionali allieve su strada.
Sempre nel 2014 ha battuto la migliore prestazione italiana per la categoria allieve nei 10000 metri piani con il tempo di 34'20"32 abbassando così il record detenuto dal 1985 da Tullia Orietta Mancia (36'10"3) di circa 1'50".

In ambito internazionale ha gareggiato a tre competizioni: gli Europei juniores di corsa campestre a Samokov in Bulgaria terminando diciottesima; i Trials europei giochi olimpici giovanili tenutisi a Baku in Azerbaigian vincendo la gara dei 2000 m siepi; i Giochi olimpici giovanili svoltisi in Cina a Nanchino terminando quarta sui 2000 m.
Nel 2015, primo anno da juniores, ha partecipato al 58° Cross del Campaccio a San Giorgio su Legnano, finendo al secondo posto nella sua categoria e dodicesima in classifica generale.
Agli assoluti indoor, svoltisi per la prima volta al Palaindoor di Padova, si è piazzata al nono posto sui 3000 m, mentre nei campionati nazionali di corsa campestre juniores a Fiuggi ha vinto la medaglia d'oro (argento assoluto con la staffetta); doppietta di titoli italiani juniores su 5000 m e 3000 m siepi.
Era iscritta sui 3000 m siepi agli assoluti di Torino, ma non ha gareggiato.
È stata settima sui 3000 m siepi agli Europei juniores di Eskilstuna in Svezia.
A Trecastagni si è laureata campionessa italiana juniores (ottava assoluta) nella corsa su strada 10 km e poi a Telese Terme ha vinto il titolo nazionale juniores della mezza maratona e la medaglia d'argento nella classifica assoluta.
A Cremona il 18 ottobre ha vinto l'incontro internazionale Italia/Francia per la categoria Juniores sui 10 km strada.
Nel 2016 ha partecipato al 59° Cross del Campaccio vincendo la categoria Juniores e piazzandosi undicesima nella classifica assoluta e quarta delle italiane.
Due medaglie con un titolo vinto ai campionati italiani di corsa campestre di Gubbio 2016: oro assoluto con la staffetta ed argento nella gara juniores.
Il 6 marzo 2016 a Fucecchio ha vinto il titolo italiano juniores di mezza maratona.
Ha partecipato ai mondiali juniores di Bydgoszcz nei 3000 siepi.
Il 10 settembre 2016 a Foligno ha vinto il titolo italiano juniores dei 10 km su strada.
Il 9 ottobre 2016 a Rennes in Francia ha vinto l'incontro internazionale Italia/Francia sui 10 km strada per la categoria juniores.
Il 15 ottobre 2017 ad Agropoli ha vinto il titolo italiano promesse di mezza maratona.
Nel 2018 fa l'esordio in nazionale assoluta nei 10000 m piani della Coppa Europa tenutasi a Londra, migliorando il proprio personale a 34'09"21 e giungendo seconda delle tre rappresentanti italiane. 
Il 10 giugno 2018 prende parte ai Campionati del Mediterraneo under 23 di Jesolo, vincendo la medaglia d'oro nei 10.000m.
Il primo settembre 2018 vince il campionato italiano promesse di corsa su strada 10 km ad Alberobello, piazzandosi terza assoluta italiana con il tempo di 35:23.
Il 21 ottobre 2018 vince il campionato italiano promesse di mezza maratona a Foligno.
Nel 2019 dopo un prolungato stop per guai fisici rientra vincendo ancora il campionato italiano promesse 10 km su strada a Canelli.
Nel 2020 nonostante la pandemia e alcuni problemi fisici, migliora i propri personali nei 3000 m indoor (9'30"20), nei 10 km su strada (33'57") e nei 5000 m (16'11"12).
Nel 2021 partecipa ai campionati italiani di corsa campestre a Campi Bisenzio dove conquista il titolo italiano assoluto nella staffetta e nel cross corto, arrivando a 30 titoli nazionali.
Nel 2022 partecipa ai campionati italiani di corsa campestre a Trieste dove conquista il titolo italiano assoluto nella staffetta e arriva seconda nel cross corto. 
Nel 2023 partecipa ai campionati italiani di corsa campestre a Gubbio dove conquista il titolo italiano assoluto nella staffetta e il 4° posto nella gara individuale di cross negli 8km. Diventano così ad oggi, nel complesso, 32 i titoli nazionali conquistati. Riesce inoltre a migliorare i propri primati personali sulle distanze dei 3000m e dei 10km su strada. 
Il 2024 si rivela essere un anno molto positivo per lei: a febbraio partecipa, difendendo i colori del  Cus Pro Patria Milano, alla Coppa Europa per Club di cross ad Albufeira dove si piazza al 20° posto (5° posto per club). 
Partecipa poi ai Campionati italiani di cross dove si piazza al 3º posto nella gara individuale di 8km. 
Nel corso dell'anno riuscirà inoltre a migliorare i propri primati personali sulle distanze dei 5000m; 5 km su strada e della mezza maratona, in quest'ultima occasione piazzandosi al 2° posto ai campionati Italiani assoluti.
Nel mese di novembre si piazza all'8º posto nell'importante corsa internazionale di cross della Cinque Mulini
Conclude la stagione venendo selezionata nella squadra Seniores della nazionale italiana che prende parte ai Campionati europei di cross 2024 in Turchia in cui si piazza alla 28° posizione nella gara individuale e vince la medaglia d'oro, con le proprie compagne di squadra, nella classifica per nazioni.

## Record nazionali
Allieve
- 3000 metri piani indoor: 9'32"89 ( Ancona, 23 febbraio 2014)[10]
- 5000 metri piani: 16'19"16 ( Milano, 19 settembre 2014)[11]
- 10000 metri piani: 34'20"32 ( Milano, 4 ottobre 2014)[7]
- 20 minuti: 5776 m ( Bovisio Masciago, 28 aprile 2013)[12]
- 2000 metri siepi: 6'37"85 ( Rieti, 20 giugno 2014)[12]
- 3000 metri siepi: 10'12"91 ( Rovereto, 20 luglio 2014)[12]
- Staffetta 4×1500 metri: '"19'27"32'" ( Lodi, 12 ottobre 2013) (Diana Tornaghi, Alessia Laudadio, Alessandra Pogliani, Nicole Svetlana Reina)[12]
- 10 km: 35'58" ( Magenta, 2 febbraio 2014)[12]

## Progressione

### 2000 metri piani
| Stagione | Tempo   | Luogo             | Data      | Rank. Mond. |
| -------- | ------- | ----------------- | --------- | ----------- |
| 2012     | 6'11"65 | Chiari            | 2-6-2012  |             |
| 2011     | 6'12"46 | Cinisello Balsamo | 22-5-2011 |             |

### 3000 metri piani
| Stagione | Tempo   | Luogo           | Data      | Rank. Mond. |
| -------- | ------- | --------------- | --------- | ----------- |
| 2015     | 9'41"48 | Padova          | 22-2-2015 |             |
| 2014     | 9'25"92 | Gavardo         | 18-5-2014 |             |
| 2013     | 9'37"51 | Mariano Comense | 22-9-2013 |             |
| 2012     | 9'42"35 | Chiasso         | 25-8-2012 |             |
| 2011     | 9'46"28 | Chiasso         | 20-8-2011 |             |

### 2000 metri siepi
| Stagione | Tempo   | Luogo   | Data      | Rank. Mond. |
| -------- | ------- | ------- | --------- | ----------- |
| 2014     | 6'37"85 | Rieti   | 20-6-2014 |             |
| 2013     | 6'40"70 | Donec'k | 14-7-2013 |             |

### 3000 metri siepi
| Stagione | Tempo    | Luogo       | Data      | Rank. Mond. |
| -------- | -------- | ----------- | --------- | ----------- |
| 2015     | 10'27"85 | Castiglione | 1-6-2015  |             |
| 2014     | 10'12"91 | Rovereto    | 20-7-2014 |             |
| 2013     | 10'13"89 | Milano      | 28-7-2013 |             |

## Palmarès
| Anno | Manifestazione      | Sede                | Evento         | Risultato | Prestazione | Note   |
| ---- | ------------------- | ------------------- | -------------- | --------- | ----------- | ------ |
| 2013 | Mondiali U18        | Donec'k             | 3000 m piani   | Finale    | dns         | [ 13 ] |
| 2013 | Mondiali U18        | Donec'k             | 2000 m siepi   | 5ª        | 6'40"70     | [ 13 ] |
| 2014 | Europei di cross    | Samokov             | Corsa U20      | 18ª       | 15'08"      | [ 14 ] |
| 2014 | Olimpiadi giovanili | Nanchino            | 2000 m siepi   | 4ª        | 6'38"68     | [ 13 ] |
| 2015 | Europei U20         | Eskilstuna          | 3000 m siepi   | 7ª        | 10'41"95    | [ 15 ] |
| 2016 | Mondiali U20        | Bydgoszcz           | 3000 m siepi   | Batteria  | 10'51"34    |        |
| 2018 | Mediterranei U23    | Jesolo              | 10000 m piani  | Oro       | 35'27"66    |        |
| 2022 | Europei di cross    | Venaria Reale       | Corsa seniores | 21ª       | 28'11"      |        |
| 2022 | Europei di cross    | Venaria Reale       | A squadre      | 7º        | 103 p.      |        |
| 2024 | Europei di cross    | Antalya             | Individuale    | 28ª       | 27'00"      |        |
| 2024 | Europei di cross    | Antalya             | A squadre      | Oro       | 33 p.       |        |
| 2025 | Europei su strada   | Bruxelles e Lovanio | A squadre      | Argento   | 3h38'20"    |        |

## Campionati nazionali
- 1 volta campionessa nazionale assoluta dei 3000 m siepi (2013)
- 1 volta campionessa nazionale assoluta di corsa campestre - cross corto (2021)
- 7 volte campionessa nazionale assoluta della staffetta di corsa campestre (2014, 2016, 2017, 2018, 2021, 2022, 2023)
- 2 volta campionessa nazionale promesse di mezza maratona (2017,2018)
- 2 volte campionessa nazionale promesse dei 10 km (2018, 2019)
- 2 volte campionessa nazionale juniores di mezza maratona (2015, 2016)
- 2 volte campionessa nazionale juniores dei 10 km (2015, 2016)
- 1 volta campionessa nazionale juniores dei 5000 m piani (2015)
- 1 volta campionessa nazionale juniores dei 3000 m siepi (2015)
- 1 volta campionessa nazionale juniores di corsa campestre (2015)
- 1 volta campionessa nazionale allieva dei 6 km (2014)
- 2 volte campionessa nazionale allieva dei 2000 m siepi (2013, 2014)
- 2 volte campionessa nazionale allieva dei 3000 m piani (2013, 2014)
- 2 volte campionessa nazionale allieva di corsa campestre (2013, 2014)
- 1 volta campionessa nazionale allieva dei 10 km (2013)
- 2 volte campionessa nazionale cadetta dei 2000 m piani (2011, 2012)
- 2 volte campionessa nazionale cadetta di corsa campestre (2011, 2012)

2011
- Oro ai Campionati italiani cadetti e cadetti di corsa campestre (Nove), 2000 m - 6'19[16]
- Oro ai Campionati italiani cadetti e cadette (Jesolo), 2000 m - 6'14"99[17]

2012
- Oro ai Campionati italiani cadetti e cadetti di corsa campestre (Correggio), 2 km - 7'21[18]
- Oro ai Campionati italiani cadetti e cadette (Jesolo), 2000 m - 6'15"55[19]

2013
- 9ª ai Campionati italiani assoluti indoor (Ancona), 3000 m piani - 9'48"90[20]
- Oro ai Campionati italiani allievi e allieve di corsa campestre (Abbadia di Fiastra), 4 km - 12'58[21]
- Oro ai Campionati italiani assoluti (Milano), 3000 m siepi - 10'13"89[22]
- Oro ai Campionati italiani allievi e allieve (Jesolo), 3000 m piani - 9'45"05[23]
- Oro ai Campionati italiani allievi e allieve (Jesolo), 2000 m siepi - 6'48"34[24]
- Oro ai Campionati italiani di 10 km su strada allievi e allieve (Pompei), - 36'22"50[25]

2014
- 5ª ai Campionati italiani assoluti indoor (Ancona), 3000 m piani - 9'32"89[26]
- Oro ai Campionati italiani di corsa campestre (Nove e Marostica), 4 km - 14'34 (allieve)[27]
- Oro ai Campionati italiani assoluti di corsa campestre (Nove e Marostica), 2+3+4+4 km - 49'00 (staffetta assoluta)[28]
- Oro ai Campionati italiani allievi e allieve (Rieti), 3000 m piani - 9'45"01[29]
- Oro ai Campionati italiani allievi e allieve (Rieti), 2000 m siepi - 6'37"85[30]
- Argento ai Campionati italiani assoluti (Rovereto), 3000 m siepi - 10'12"91[31]
- Oro ai Campionati italiani allievi e allieve su strada (Isernia), 6 km - 20'41[32]

2015
- 9ª ai Campionati italiani assoluti indoor (Padova), 3000 m - 9'41"48[33]
- Oro ai Campionati italiani juniores di corsa campestre (Fiuggi), 6 km - 21'50[34]
- Argento ai Campionati italiani assoluti di corsa campestre (Fiuggi), 2+2+3+3 km - 34'23[35]
- Oro ai Campionati italiani juniores e promesse (Rieti), 5000 m - 16'53"59[36]
- Oro ai Campionati italiani juniores e promesse (Rieti), 3000 m siepi - 10'39"82[37]
- 8ª ai Campionati italiani di corsa su strada 10 km (Trecastagni), 10 km - 35'42 (assolute)[38]
- Oro ai Campionati italiani di corsa su strada 10 km (Trecastagni), 10 km - 35'42 (juniores)[38]
- Argento ai Campionati italiani di maratonina (Telese Terme) - 1:14'42 (assolute)[39]
- Oro ai Campionati italiani di mezza maratona (Telese Terme), Mezza maratona - 1:14'42 (juniores)[39]

2016
- Oro ai Campionati italiani di corsa campestre (Gubbio), 1,93+1,9+3,1+3,45 km - 37'59 (assolute)[40]
- Argento ai Campionati italiani di corsa campestre (Gubbio), 6 km - 20'16 (juniores)[41]
- Oro ai Campionati italiani di maratonina (Fucecchio) - 1:17'32[42]
- 9ª ai campionati italiani di corsa su strada 10 km - 35'03"

2017
- 20ª ai campionati italiani di corsa su strada, 10 km - 36'18"
- 4ª ai campionati italiani promesse, 5000 m - 17'16"01

2018
- 8ª ai campionati italiani di corsa su strada, 10 km - 35'23"
- Bronzo ai campionati italiani promesse, 5000 m - 16'38"50

2019
- 18ª ai campionati italiani di corsa su strada, 10 km - 34'45"

2020
- 7ª ai campionati italiani assoluti, 5000 m - 16'11"12
- 8ª ai campionati italiani assoluti, 1500 m - 4'27"17
- 5ª ai campionati italiani assoluti indoor, 3000 m - 9'30"20

2021
- Oro ai campionati italiani assoluti di corsa campestre (Campi Bisenzio), cross corto
- Oro ai campionati italiani assoluti di corsa campestre (Campi Bisenzio), staffetta

2022
- Oro ai campionati italiani assoluti di corsa campestre (Trieste), staffetta
- Argento ai campionati italiani assoluti di corsa campestre (Trieste), cross corto

2023
- 4ª ai campionati italiani di corsa campestre, cross lungo - 28'28"
- Oro ai campionati italiani di corsa campestre (Gubbio), staffetta

2024
- Bronzo ai campionati italiani assoluti di corsa campestre - 29'46"
- Argento ai campionati italiani di maratonina - 1h13'29"

2025
- Bronzo ai campionati italiani di corsa campestre - 28'26"

## Altre competizioni internazionali
2014
- Oro ai Trials europei per i Giochi olimpici giovanili ( Baku), 2000 m siepi - 6'42"15[43]

2015
- Argento al Campaccio juniores ( San Giorgio su Legnano), 20'56 (12ª in classifica generale)[44]
- Oro al meeting internazionale di corsa su strada Italia/Francia a Cremona nei 10 km categoria juniores

2016
- 4ª alla Corrida di San Lorenzo ( Zogno), 4 km - 13'52"
- Oro al Campaccio juniores, 20'32  (11ª in classifica generale)
- Oro al meeting internazionale di corsa su strada Italia/Francia a Rennes (Francia) nei 10 km categoria juniores

2017
- 14ª alla BOclassic ( Bolzano), 5 km - 17'31"

2018
- 11ª alla BOclassic ( Bolzano), 5 km - 17'30"

2019
- 14ª alla BOclassic ( Bolzano), 5 km - 16'59"

2021
- 11ª alla BOclassic ( Bolzano), 5 km - 16'57"
- 11ª alla Cinque Mulini ( San Vittore Olona) - 21'00"

2024
- 8ª alla Cinque Mulini ( San Vittore Olona) - 19'46